# Swernova oxidace
Swernova oxidace je reakce, při níž se primární nebo sekundární alkohol oxiduje na aldehyd nebo keton za použití oxalylchloridu, dimethylsulfoxidu (DMSO) a organické zásady, například triethylaminu. Reakce je známa díky přípustnosti přítomnosti mnoha různých funkčních skupin.
Vedlejšími produkty jsou dimethylsulfid H3CSCH3, oxid uhelnatý CO, oxid uhličitý CO2 a - pokud je jako zásada použit triethylamin - triethylamoniumchlorid (CH3CH2)3NHCl. Dimethylsulfid má silný zápach a oxid uhelnatý je značně toxický, takže je třeba reakci provádět v digestoři. Dimethylsulfid je těkavá kapalina, s teplotou varu 37 °C, která se při vyšších koncentracích vyznačuje nepříjemným pachem.

## Mechanismus
Swernova oxidace začíná reakcí dimethylsulfidu ,1a, ve skutečnosti se vyskytujícím v podobě rezonanční struktury 1b, s oxalylchloridem 2. První meziprodukt 3 se rychle rozkládá, přičemž předává uhlíkový atom oxidu uhličitému a oxidu uhelnatému za vzniku chlor(dimethyl)sulfoniumchloridu 4.
Po přidání alkoholu 5 chlor(dimethyl)sulfoniumchlorid 4 reaguje s alkoholem za tvorby meziproduktu obsahujícího alkoxysulfoniový iont, 6. Přidání nejméně dvou ekvivalentů zásady, tou je nejčastěji triethylamin, vede k deprotonaci alkoxysulfoniového iontu, čímž vzniká ylid 7. Tento ylid se, přes meziprodukt s pětičlenným cyklem, přemění na dimethylsulfid a výslednou karbonylovou slučeninu 8.

## Varianty
Při pužití oxalylchloridu jako dehydratačního činidla je třeba udržovat teplotu reakční směsi pod −60 °C, aby nedošlo k vedlejším reakcím. Při použití trichlortriazinu nebo anhydridu kyseliny trifluoroctové místo oxalylchloridu stačí chlazení na −30 °C. Dalšími způsoby aktivace dimethylsulfidu k zahájení tvorby meziproduktu 6 jsou použití karbodiimidů (Pfitznerova–Moffattova oxidace), acetanhydridu (Albrightova-Goldmanova oxidace) nebo komplexu oxidu sírového s pyridinem. Meziprodukt 4 lze rovněž připravit z dimethylsulfidu a N-chlorosuccinimidu (tento proces se nazývá Coreyova–Kimova oxidace).
V některých případech vede použití triethylaminu jako zásady k epimerizaci na alfa uhlíku nově vytvořené karbonylové sloučeniny. Za použití zásad s většími molekulami, například diisopropylethylaminu, lze tuto vedlejší reakci omezit.